# Dasypoa tenuis
Dasypoa es un género monotípico de plantas herbáceas perteneciente a la familia de las poáceas. Su única especie: D. tenuis Pilg., es originaria de las tierras altas del centro de México y Guatemala, Andina en Chile y en las regiones patagónicas de América del Sur y Tierra del Fuego. 
Está considerado un sinónimo del género Poa.